# Мальдонадо
34°54′ пд. ш. 54°57′ зх. д. / 34.900° пд. ш. 54.950° зх. д.
Мальдона́до (Сан-Фернандо-де-Мальдонадо) — місто в Уругваї, адміністративний центр департаменту Мальдонадо.
Населення міста становить 54 603 особи (2004, 104 в 1757).
Місто засноване 1755 року за ініціативи губернатора Монтевідео Хоакіна де Віани.
Повна назва означає в честь короля Іспанії Фердинанда IV.

## Видатні місця
- Собор Сан-Фернандо-де Мальдонадо (1801)
- Драконячі бараки (1771)
- Пляж Пунта-дель-Есте
- Фортеця Віджия (1800)
- Міст Ель-Пуенте-де-ла-Барра

| Уругвай | Це незавершена стаття з географії Уругваю. Ви можете допомогти проєкту, виправивши або дописавши її. |